# Gumawang Kidul
Gumawang Kidul is een bestuurslaag in het regentschap Wonosobo van de provincie Midden-Java, Indonesië. Gumawang Kidul telt 1428 inwoners (volkstelling 2010).